# 格奥尔基·马尔格韦拉什维利
格奥尔基·马尔格韦拉什维利（1969年9月4日—），格鲁吉亚评论家、政治家。2013年至2018年任格魯吉亞總統。

## 政治生涯
- 2010年至2012年，马尔格韦拉什维利在比济纳·伊万尼什维利领导的内阁中担任格鲁吉亚教育与科学部部长。2013年2月出任格鲁吉亚副总理。
- 2013年5月11日，伊万尼什维利领导的格鲁吉亚梦想联盟提名马尔格韦拉什维利为2013年10月格鲁吉亚总统大选候选人[1]，赢得1,012,214张选票，以62.11的支持率而当选新一任总统，于2013年11月17日就任。